# Caesalpinia stuckertii
Caesalpinia stuckertii là một loài thực vật có hoa trong họ Đậu. Loài này được Hassl. miêu tả khoa học đầu tiên.